# Comuna Bilîlivka, Rujîn
Bilîlivka (în ucraineană Білилівська сільська рада) este o comună în raionul Rujîn, regiunea Jîtomîr, Ucraina, formată din satele Bilîlivka (reședința), Iosîpivka și Koteleanka.

## Demografie
Componența lingvistică a comunei Bilîlivka
     Ucraineană (98,47%)
     Rusă (1,17%)
     Alte limbi (0,24%)
Conform recensământului din 2001, majoritatea populației comunei Bilîlivka era vorbitoare de ucraineană (98,47%), existând în minoritate și vorbitori de rusă (1,17%).